# Rode dennenbladwesp
De rode dennenbladwesp (Neodiprion sertifer) is een vliesvleugelige uit de familie van de dennenbladwespen (Diprionidae).
Het diertje heeft een lengte van 6 tot 9 millimeter. Het borststuk van het mannetje is zwart, maar de naam verwijst naar het borststuk van het vrouwtje, dat oranjerood is. De rode dennenbladwesp vliegt van juli tot oktober.
De eitjes worden in rijen gelegd in dennennaalden, en overwinteren. De bastaardrupsen zijn groengrijs met wittige lengtestrepen en een zwarte kop. Zij eten dennennaalden, en kunnen bij massaal optreden bomen geheel kaalvreten.
De rode dennenbladwesp komt verspreid over een groot deel van Europa voor.